# Pareo

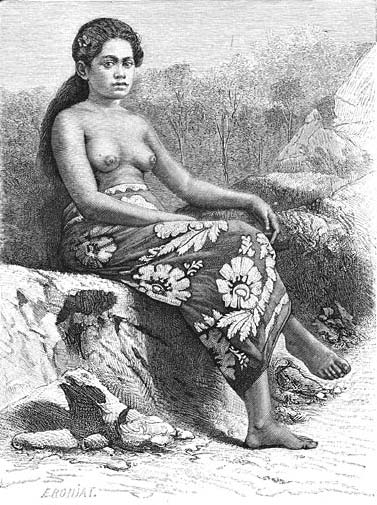
Noia polinèsia amb pareo

Un pareo (del tahitià pāreu, a través del francès paréo) és una peça de roba de colors vius tradicional polinèsia, i especialment tahitiana, usada com a vestit o faldilla cenyint-la sobre els pits o a la cintura. A imitació del vestit tahitià, també és una peça de roba que s'usa sobre el banyador i que es va fer popular a partir de la dècada del 1960.
El pareu tradicional tahitià és una tela rectangular virolada, amb dibuixos de flors, en particular hibiscus, o amb formes geomètriques. Normalment se cenyeix sota els braços cobrint des dels pits fins als genolls. També se sol lligar les puntes sobre una espatlla o al voltant del coll. Abans de la influència dels missioners europeus també es portava cenyida a la cintura arribant fins als turmells i deixant els pits nus. Els homes el podien portar com a faldilla curta o com a maro (en hawaià, malo), enrotllat a la cintura i l'entrecuix. Per fer algunes feines les dones també podien portar un maro.
La primera descripció és de Pedro Fernández de Quirós feta a Tahuata el 1595 durant el viatge d'Álvaro de Mendaña y Neira a les illes Marqueses: «De pit avall anaven vestides amb una mena de túniques teixides subtilment de menudísima palma». James Morrison ho recull per primer cop en anglès sota la forma parew. Es va fer popular en francès a partir de la novel·la Le Marriage de Loti (1879) de Pierre Loti on pren un paper sentimental com a record de la noia estimada. En català el terme va ser introduït per primer cop per Aurora Bertrana a Paradisos oceànics (1930)

## Pronunciació
La denominació pareo és un manlleu que prové del nom d'un vestit tahitià, pareo, que té aquesta mateixa forma. Com a manlleu, la pronúncia és encara fluctuant en català i no està fixada en l'ús. Així, és habitual sentir la pronúncia amb e i o tancades, probablement per influència del castellà, tot i que en certs manlleus, mots de tipus culte i neologismes hi ha una tendència natural a mantenir la pronúncia sense reduccions vocàliques en els dialectes que les fan (com es veu en les pronúncies més habituals de casos com ergo, libido, cosmos, karate, etc.). De tota manera, aquesta tendència no és homogènia, i el pas cap a una pronúncia adaptada (en el dialecte central, amb e oberta i u), que pot dependre de diversos factors difícils de caracteritzar, no es pot considerar inadequada.